# 臺華窯
臺華窯（英語：TAI-HWA POTTERY），是位於臺灣新北市鶯歌區的陶瓷窯廠，1983年由陳明宗、陳錦祥兄弟與陳家女婿呂兆炘夫婦共同成立「臺華陶瓷有限公司」兼營日用與陳設之陶瓷，後透過多元化藝術經營創造出享譽國際的自有品牌，因深獲政要喜愛而有「官窯」御用之稱，是總統府和外交部常用的賓客禮品。

## 概要
1983年5月16日，臺華窯創業於臺北縣鶯歌鎮，起初主要以仿古手拉坯、白坯及單色釉代工為主，主要市場為香港、美國。其後陸續研發製造青花瓷、釉裡紅、青瓷、鈞釉等古典瓷器。1986年，為因應外銷市場需求，負責人呂兆炘敦聘香港彩繪師駐廠指導，進而發展釉上彩技術，1987年另成立子公司「台仿陶瓷」協助色釉之開發研究，至1988年始成立「精彩藝術工作室」致力於研發彩繪技術，其中除了傳統的粉彩、鬥彩，同時也向日本取經伊萬里燒、薩摩燒與九谷烧等日式風格，將產品擴大外銷至日本、英國、美國、義大利等國。1988年9月，總統李登輝夫人曾文惠由駐美代表丁懋時夫人陪同蒞臨參觀，開啟中華民國外交部外賓參訪的先例，窯廠始聘請英、日語導覽員專責接待來訪外賓。1995年，成立「臺華陶瓷研習中心」及「畫家研創室」作為陶藝發展中心。1997年8月，中華民國總統府開始委託臺華窯製造外賓瓷杯組，獲李登輝以降的歷任總統青睞。1999年，成立「台華藝術中心」提供長期參與彩繪的藝術家相互切磋、觀摩及展示作品之用。2003年，臺華窯與設計師陳俊良合作推出「天圓地方」系列餐具，餐具上都蓋有臺灣的舊地名，獲總統府國宴款待外賓與許多知名飯店指定使用，使臺華窯博得「鶯歌故宮」的美譽。2004年，於鶯歌陶瓷老街成立首家直營門市「臺灣風華館」。2005年獲選為「臺灣工藝之店」。
2014年，與國立歷史博物館聯名推出「常玉-品味生活系列」文創商品。2016年8月5日，首任董事長陳明宗在自家隔壁頂樓墜樓身亡。

## 門市分布
臺華窯於全臺灣一共有12家直營門市，除了總部以外尚有11家門市，其中總部與臺灣風華館、典藏空間館、東方天地館、藝術經典館、臺華批發館、概念文化館、餐器生活館等7家直營門市在鶯歌，另有2家（大器品味館、藝術典藏館）在三峽區、2家（臺華三義館、三義臺華藝廊）在苗栗縣三義鄉；高雄夢時代與日月潭國家風景區分別各有一處加盟門市。

## 外部連結
- 臺華窯官網 （页面存档备份，存于）
- 台華陶瓷有限公司的Facebook專頁
- YouTube上的臺華窯頻道